# NGC 5300
NGC 5300 is een balkspiraalstelsel in het sterrenbeeld Maagd. Het hemelobject werd op 2 februari 1786 ontdekt door de Duits-Britse astronoom William Herschel.

## Synoniemen
- UGC 8727
- MCG 1-35-38
- ZWG 45.108
- IRAS 13457+0411
- PGC 48959